# Mattias Guter
Mattias Guter, född 23 juli 1988, är en svensk före detta ishockeyspelare som sist spelade för Djurgårdens IF i SHL.
Guter började sin hockeykarriär i Lidingö HC och fortsatte sedan till Djurgården för spel i deras J-18 lag. Därefter fortsatte han upp i J20 laget för att sedan få spela 3 matcher med Djurgårdens IF i Elitserien. Han hann även med att spela 3 matcher i Nordic Trophy för A-Laget. 
Han värvades av HC Vita Hästen säsongen 2008-2009, för att säsongen 2009-2010 gå till IK Comet Halden i Norges högsta division. Efter att IK Comet Halden gått i konkurs värvades han i oktober 2009 av den allsvenska hockeyklubben IK Oskarshamn, där han spelade till och med säsongen 2010-2011. Från Oskarshamn fortsatte Guter till Almtuna IS för spel två säsonger innan han återvände till Djurgården 2012. Under tredje säsongen (2014/2015) i Djurgården såldes Guter till Leksands IF där han spelade slutskedet av säsongen. Inför säsongen 15/16 skrev Guter på ett kontrakt med Karlskrona HK. När Timrå IK avancerade till SHL bytte Guter klubb till just Timrå IK, innan han tolv matcher in i säsongen bröt sitt kontrakt för att istället skriva på för Luleå HF.